# James Rodríguez
James David Rodríguez Rubio (Cúcuta, 12 luglio 1991) è un calciatore colombiano, centrocampista del León e della nazionale colombiana, della quale è capitano.
Soprannominato El Bandido, si è imposto rapidamente come uno dei migliori talenti della sua generazione. Durante il campionato del mondo del 2014 Carlos Valderrama lo ha definito la stella della nazionale colombiana e lo ha designato come proprio successore.
Nel corso della sua carriera ha vinto un campionato di seconda divisione colombiana (2007), un campionato argentino (2009), tre campionati portoghesi (2011, 2012 e 2013), una Coppa di Portogallo (2011), tre Supercoppe portoghesi (2010, 2011 e 2012), una Europa League (2011), due campionati spagnoli (2017 e 2020), una Supercoppa spagnola (2019), due Champions League (2016 e 2017), due Supercoppe UEFA (2014 e 2016), due Mondiali per club (2014 e 2016), due campionati tedeschi (2018 e 2019), una Coppa di Germania (2019) e due Supercoppe tedesche (2017 e 2018).
Con la nazionale colombiana ha vinto il Torneo di Tolone 2011 e ha disputato il mondiale 2014, del quale è stato capocannoniere con 6 gol.

## Biografia
James è figlio dell'ex calciatore professionista Wilson Rodríguez e nipote di Jose Suárez Rodriguez, conosciuto anche come Aquila di fuoco e al quale deve le sue origini native americane. È inoltre in possesso della cittadinanza spagnola.
Il 24 dicembre 2010 ha sposato la pallavolista Daniela Ospina, sorella del calciatore David Ospina. Nel 2013 la coppia ha dato alla luce la primogenita Salomé. Si è quindi separata nel 2017.

## Caratteristiche tecniche
Di ruolo trequartista, mancino di piede, possiede ottime doti tecniche individuali, una buona capacità di tiro e una certa dote nei calci di punizione. Abile a saltare l'uomo nell'uno contro uno, suole partire dalla porzione di destra dello spazio di gioco, procedendo ad accentrarsi per finalizzare il tiro.
Grazie alla grande visione anticipatrice del gioco che naturalmente possiede, a maturità di carriera raggiunta, in questi ultimi anni arretra volentieri la sua azione, specializzandosi soprattutto come play-maker ed assist-man, sia con cross o lunghi lanci illuminanti e smarcanti, sia con improvvise verticalizzazioni rasoterra, spesso di prima intenzione, per i compagni. Si distingue inoltre per una condotta composta dentro il campo.
La testata Don Balón lo ha inserito sia nella lista di migliori calciatori nati dopo il 1989, sia tra i nati dopo il 1991.

## Carriera

### Club

#### Esordi ed Envigado
Cresce tra le file dell'Academia Tolimense, società dilettantistica di Ibagué, città dove James si era trasferito durante l'infanzia assieme alla madre dopo la separazione dei genitori. Già allora si distingue per una buona vena realizzativa, laureandosi capocannoniere e miglior calciatore della Copa Corporación Los Paisitas 20 Años, torneo vinto nel 2004 dalla stessa Academica Tolimense grazie anche a una rete di James Rodriguez in finale contro il Deportivo Cali (2-0).
Nel 2005 si trasferisce quindi all'Envigado. Il cambio di casacca di Rodríguez viene contestato dall'Academia Tolimense, che reclama una mancata consultazione e un mancato indennizzo per l'acquisizione delle prestazioni sportive, venendo tuttavia smentita dalla società di Medellín. Debutta tra i professionisti nel 2006, disputando complessivamente otto match di Categoría Primera B. Nella stagione successiva, disputata in Categoría Primera A, il colombiano si distingue per buone prestazioni, condite da nove centri complessivi.

#### Banfield
Nel 2008 si trasferisce al Banfield. Il 7 febbraio 2009 fa il suo debutto con gli argentini nel match di campionato contro il Godoy Cruz (1-1). Trova il suo primo centro con il nuovo club il 27 febbraio seguente, sempre in campionato, nel successo contro il Rosario Central (3-1).
A fine 2009 il calciatore si aggiudica, assieme alla squadra, il Torneo Apertura 2009. Il 10 febbraio 2010 fa il suo debutto in Coppa Libertadores, bagnando l'esordio con la realizzazione della rete che apre le marcature del successo sul Monarcas Morelias (2-1).

#### Porto

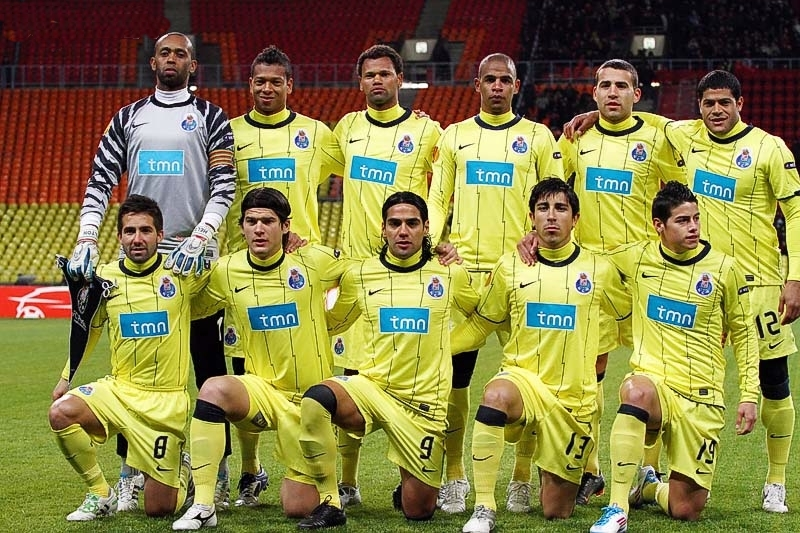
Rodríguez, primo in basso a destra, prima di -Porto (2011)

Il 6 luglio 2010 il Porto ufficializza l'acquisizione del 70% del cartellino di Rodriguez, al prezzo di 5,3 milioni di euro. Sul colombiano viene inoltre apposta una clausola rescissoria pari a 30 milioni di euro. Debutta con i Dragoni il 25 ottobre 2010, nella gara di campionato contro l'União Leiria (5-1). Il 15 dicembre 2010 fa il suo esordio in UEFA Europa League, contribuendo al successo sul CSKA Sofia (3-1) con la sua prima rete in una competizione internazionale europea. Realizza quindi il suo primo centro con i portoghesi l'8 gennaio 2011, nella vittoria contro il Marítimo (4-1). Il 22 maggio 2011 conquista la Taça de Portugal in virtù del reboante successo sul Vitória Guimarães (6-2), al quale contribuisce con la realizzazione di una tripletta. Nella medesima stagione si laurea inoltre campione di Portogallo e vincitore dell'Europa League.
Dopo aver mancato la convocazione alla Supercoppa UEFA, persa dal Porto contro il Barcellona (2-0), il 13 settembre 2011 il colombiano debutta in UEFA Champions League, contribuendo al successo finale sullo Šachtar (2-1) con un assist. Realizza la sua prima rete nella detta competizione il 28 settembre successivo contro lo Zenit San Pietroburgo, non evitando tuttavia la sconfitta (3-1). Termina la seconda stagione bissando la conquista del titolo nazionale di Portogallo.

#### Monaco
Dopo tre stagioni trascorse con i Dragoni, il 24 maggio 2013 Rodriguez si trasferisce assieme al compagno di squadra João Moutinho al Monaco, a fronte di un corrispettivo complessivo pari a 70 milioni di euro. Debutta con i monegaschi il 10 agosto successivo nella prima giornata di campionato, vinta contro il Bordeaux (0-2). Realizza quindi il suo primo centro in Francia il 30 novembre 2013, contribuendo al successo sul Rennes (2-0). Realizza quindi la sua prima doppietta con il nuovo club il 15 febbraio 2014, decidendo la gara contro il Bastia (2-0).

#### Real Madrid

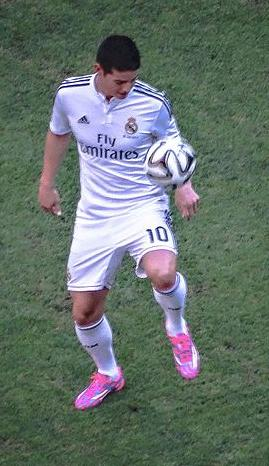
Rodríguez con la maglia del Real Madrid nel 2014.

Il 22 luglio 2014, il colombiano passa a titolo definitivo al Real Madrid, per un corrispettivo fisso pari a 80 milioni di euro. Tale cifra lo rende il quarto calciatore più costoso di sempre fino ad allora, nonché il terzo più costoso nella storia dei Blancos e il più costoso in assoluto tra i colombiani. Fa il suo esordio con i madrileni il 13 agosto seguente, prendendo parte al successo in Supercoppa UEFA contro il Siviglia (2-0). Il 19 agosto 2014 realizza quindi il suo primo centro di sempre con i Blancos, in occasione del turno di andata della Supercoppa spagnola contro l'Atlético Madrid (1-1). Bagna il debutto in UEFA Champions League contro il Basilea con una rete, in data 16 settembre 2014 (5-1). Il 20 settembre realizza quindi il suo primo centro in campionato, contribuendo così al reboante successo sul Deportivo La Coruña (2-8). Il 20 dicembre 2014 conquista la Coppa del mondo per club FIFA, in virtù del successo in finale sul San Lorenzo (2-0). Pur essendo rimasto lontano dai campi per infortunio tra il febbraio e l'aprile 2015, il colombiano termina la stagione con 17 reti e altrettanti assist a referto in 47 presenze complessive, risultando tra i migliori calciatori stagionali del Real Madrid.
Costretto a saltare i primi mesi della nuova stagione al Real Madrid a causa di un infortunio rimediato in nazionale, conduce un'annata generalmente al di sotto delle aspettative, sia sotto la guida di Rafael Benítez sia di Zinédine Zidane, conclusa comunque con la vittoria della UEFA Champions League. Bissa il successo continentale anche l'anno seguente, in aggiunta alla vittoria del suo primo titolo nazionale iberico.

#### Bayern Monaco e ritorno al Real Madrid

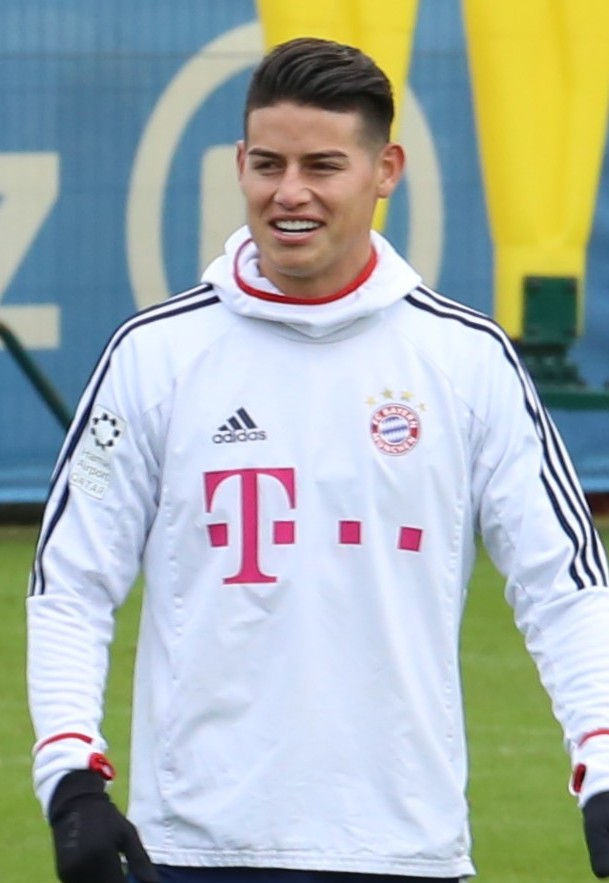
Rodriguez in allenamento con il Bayern Monaco nel 2018.

L'11 luglio 2017 viene acquisito dal Bayern Monaco, dove ritrova il tecnico Carlo Ancelotti, che lo aveva già allenato nella prima stagione del sudamericano ai Blancos. La formula consiste in una prestito biennale oneroso, con esborso di 5 milioni di euro, con diritto di riscatto fissato a 35 milioni di euro. Debutta con i bavaresi il 9 settembre seguente, in occasione della sconfitta esterna di campionato contro l'Hoffenheim (2-0). Segna invece la sua prima rete il 19 settembre successivo, contribuendo al successo sullo Schalke 04 (0-3). Termina la prima annata tedesca con il conseguimento del titolo nazionale e della Supercoppa di Germania.
Nella sua seconda annata a Monaco di Baviera, il colombiano si distingue per la realizzazione di una encomiata tripletta a danno del Magonza (6-0), la prima realizzata da Rodriguez in un campionato professionistico. Pur contribuendo alla vittoria del campionato nazionale, della supercoppa tedesca e della coppa di Germania, il sudamericano non viene infine riscattato.
Di ritorno ai Blancos, Rodriguez resta nella rosa del tecnico Zidane per l'intera stagione 2019-2020, durante la quale viene tuttavia relegato a riserva, laureandosi comunque campione di Spagna e vincitore della Supercoppa spagnola.

#### Everton, Al-Rayyan ed Olympiakos
Il 7 settembre 2020 viene ceduto a titolo definitivo e gratuito all'Everton, ritrovando per la terza volta in carriera Ancelotti come allenatore. Il 13 settembre 2020 fa il suo debutto in Premier League, in occasione del successo esterno sul Tottenham (0-1). Trova la sua prima rete con i Toffees il 19 settembre successivo, contribuendo così al successo di campionato sul West Bromwich (5-2). Il 3 ottobre 2020 è invece la volta della sua prima doppietta in terra inglese, decidendo il risultato della gara vinta contro il Brighton (4-2).
Messo ai margini della rosa dal tecnico Rafael Benítez, subentrato alla guida dei Toffees dopo il ritorno di Ancelotti al Real Madrid, il 22 settembre 2021 il club qatariota Al-Rayyan ne annuncia l'ingaggio. Il 12 gennaio 2022 si fa notare per aver salvato la vita al giocatore avversario Ousmane Coulibaly, colpito da infarto sul rettangolo di gioco. Il 15 settembre 2022, ad un anno dal suo arrivo, risolve il contratto con la società qatariota.
Il giorno della risoluzione con il club arabo, viene ingaggiato dall'Olympiacos. Il 13 aprile successivo, dopo 23 presenze e 5 reti complessive, risolve il contratto con la società ellenica.

#### San Paolo
Il 29 luglio 2023 si accasa al San Paolo, con cui sottoscrive un contratto fino al 30 giugno 2025.
Rayo Vallecano
Il 26 Agosto 2024 firma un contratto annuale con il Rayo Vallecano,tornando cosi a giocare in Europa.

### Nazionale

#### Nazionali giovanili

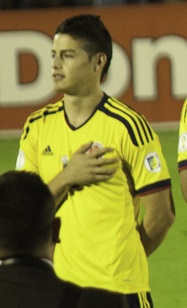
Rodríguez con la nazionale colombiana nel 2013.

Nel 2006 prende parte al campionato sudamericano Under-17 con la nazionale colombiana dei pari età: durante la detta manifestazione contribuisce con tre reti al raggiungimento della finale, poi persa contro il Brasile. Prende successivamente parte al mondiale Under-17 del 2007.
Con la Colombia under 20 partecipa al Torneo di Tolone 2011: suo è tra i rigori siglati che consegnano la vittoria della manifestazione ai sudamericani, a danno della Francia. Viene inoltre insignito del premio di miglior giocatore del torneo.
Nel 2011 viene convocato al mondiale Under-20, disputato proprio in Colombia. Le sue buone prestazioni nel corso del torneo, perso agli ottavi di finale, gli valgono la nomina ai candidati per il premio di miglior giocatore del torneo.

#### Nazionale maggiore
L'11 ottobre 2011 fa il suo debutto in nazionale maggiore, in occasione del successo esterno sulla Bolivia (1-2), valido per le qualificazioni ai mondiali del 2014. Il 4 giugno 2012 sigla invece il suo primo centro con la selezione maggiore, a danno del Perù (0-1).

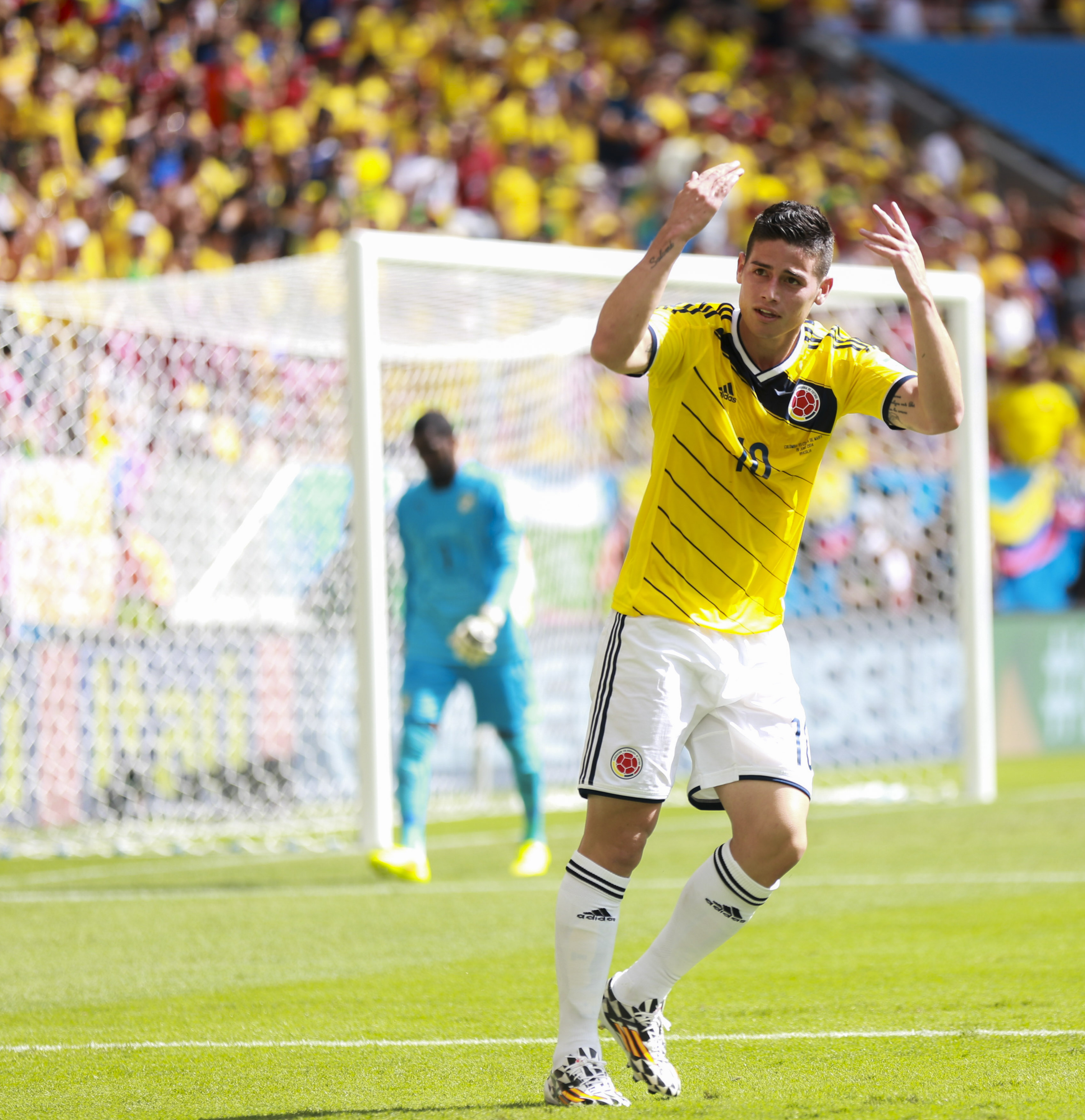
Rodríguez durante il campionato mondiale del 2014.

Viene quindi convocato ai mondiali del 2014. Al debutto nella detta manifestazione contro la Grecia, datato 14 giugno 2014, il colombiano va già in rete, contribuendo al successo dei sudamericani (3-0). Si ripete anche nelle seguenti partite contro Costa d'Avorio (una rete) e Giappone (una rete e due assist, decisivi per la vittoria colombiana). Sue sono le due reti che decidono gli ottavi di finale contro l'Uruguay (2-0): la prima marcatura, realizzata con uno stop di petto spalle alla porta e tiro al volo di prima, viene successivamente insignito del FIFA Puskás Award. Va a segno anche ai quarti di finale, contro il Brasile, non impedendo tuttavia l'eliminazione della selezione colombiana (2-1). Le sei reti con cui termina la competizione valgono a Rodriguez la vittoria della scarpa d'oro del Mondiale e l'inserimento nella formazione ideale FIFA-Castrol del torneo.
Viene successivamente convocato alla Copa América 2015, dove la Colombia rimedia un'eliminazione ai quarti di finale, e alla Copa América Centenario, dove la Colombia si classifica infine terza.
Viene convocato anche in occasione dei mondiali del 2018. Lo svolgersi della manifestazione è per Rodriguez condizionato dal susseguirsi di guai fisici, che gli impediscono peraltro di scendere in campo nella gara degli ottavi di finale contro l'Inghilterra, persa ai tiri di rigore.
Convocato alla Copa América 2019, pur con la Colombia eliminata ai quarti di finale, il giocatore viene incluso nella formazione ideale del torneo. Viene invece escluso dai convocati per la Copa América 2021.
Il 15 giugno 2024 raggiunge quota 100 presenze con la Colombia nell'amichevole vinta 3-0 contro la Bolivia. Nel corso della Copa América 2024, chiusa dai colombiani al secondo posto, diventa il calciatore con più assist serviti in una sola edizione della competizione, in totale sei, superando il record precedente di Lionel Messi, e viene nominato miglior giocatore del torneo. Ha anche realizzato un gol nel successo per 5-0 ai quarti contro Panama.
Il 19 novembre 2024, in occasione della sfida pareggiata 0-0 contro l'Ecuador, raggiunge, a quota 112 presenze, il terzo posto per numero di partite giocate in nazionale superando Carlos Valderrama. Il 10 giugno 2025 invece, scendendo in campo nella gara pareggiata 1-1 contro l'Argentina, raggiunge quota 116 presenze agganciando al secondo posto l'ex compagno di nazionale Juan Cuadrado.

## Statistiche

### Presenze e reti nei club
Statistiche aggiornate al 13 aprile 2023.
| Stagione             | Squadra              | Campionato           | Campionato | Campionato | Coppe nazionali | Coppe nazionali | Coppe nazionali | Coppe continentali | Coppe continentali | Coppe continentali | Altre coppe | Altre coppe | Altre coppe | Totale | Totale |
| Stagione             | Squadra              | Comp                 | Pres       | Reti       | Comp            | Pres            | Reti            | Comp               | Pres               | Reti               | Comp        | Pres        | Reti        | Pres   | Reti   |
| -------------------- | -------------------- | -------------------- | ---------- | ---------- | --------------- | --------------- | --------------- | ------------------ | ------------------ | ------------------ | ----------- | ----------- | ----------- | ------ | ------ |
| 2006-2007            | Envigado             | PB                   | 8          | 0          | -               | -               | -               | -                  | -                  | -                  | -           | -           | -           | 8      | 0      |
| 2007-2008            | Envigado             | PA                   | 22         | 9          | -               | -               | -               | -                  | -                  | -                  | -           | -           | -           | 22     | 9      |
| Totale Envigado      | Totale Envigado      | Totale Envigado      | 30         | 9          |                 | -               | -               |                    | -                  | -                  |             | -           | -           | 30     | 9      |
| 2008-2009            | Banfield             | PD                   | 13         | 1          | -               | -               | -               | -                  | -                  | -                  | -           | -           | -           | 13     | 1      |
| 2009-2010            | Banfield             | PD                   | 30         | 4          | -               | -               | -               | CL                 | 8                  | 5                  | -           | -           | -           | 38     | 9      |
| Totale Banfield      | Totale Banfield      | Totale Banfield      | 43         | 5          |                 | -               | -               |                    | 8                  | 5                  |             | -           | -           | 51     | 10     |
| 2010-2011            | Porto                | PL                   | 15         | 2          | CP+TdL          | 6+2             | 3+0             | UEL                | 9                  | 1                  | -           | -           | -           | 32     | 6      |
| 2011-2012            | Porto                | PL                   | 26         | 13         | CP+TdL          | 1+3             | 0               | UCL+UEL            | 6+2                | 1+0                | SP+SU       | 0           | 0           | 38     | 14     |
| 2012-2013            | Porto                | PL                   | 24         | 10         | CP+TdL          | 2+3             | 0+1             | UCL                | 8                  | 1                  | ST          | 1           | 0           | 38     | 12     |
| Totale Porto         | Totale Porto         | Totale Porto         | 65         | 25         |                 | 17              | 4               |                    | 25                 | 3                  |             | 1           | 0           | 108    | 32     |
| 2013-2014            | Monaco               | L1                   | 34         | 9          | CF+CdL          | 3+1             | 1+0             | -                  | -                  | -                  | -           | -           | -           | 38     | 10     |
| 2014-2015            | Real Madrid          | PD                   | 29         | 13         | CR              | 4               | 2               | UCL                | 9                  | 1                  | SU+SS+Cmc   | 1+2+1       | 0+1+0       | 46     | 17     |
| 2015-2016            | Real Madrid          | PD                   | 26         | 7          | CR              | 1               | 0               | UCL                | 5                  | 1                  | -           | -           | -           | 32     | 8      |
| 2016-2017            | Real Madrid          | PD                   | 22         | 8          | CR              | 3               | 3               | UCL                | 6                  | 0                  | SU+Cmc      | 1+1         | 0           | 33     | 11     |
| 2017-2018            | Bayern Monaco        | BL                   | 23         | 7          | CG              | 4               | 0               | UCL                | 12                 | 1                  | SG          | 0           | 0           | 39     | 8      |
| 2018-2019            | Bayern Monaco        | BL                   | 20         | 7          | CG              | 3               | 0               | UCL                | 5                  | 0                  | SG          | 0           | 0           | 28     | 7      |
| Totale Bayern Monaco | Totale Bayern Monaco | Totale Bayern Monaco | 43         | 14         |                 | 7               | 0               |                    | 17                 | 1                  |             | 0           | 0           | 67     | 15     |
| 2019-2020            | Real Madrid          | PD                   | 8          | 1          | CR              | 3               | 0               | UCL                | 2                  | 0                  | SS          | 1           | 0           | 14     | 1      |
| Totale Real Madrid   | Totale Real Madrid   | Totale Real Madrid   | 85         | 29         |                 | 11              | 5               |                    | 22                 | 2                  |             | 7           | 1           | 125    | 37     |
| 2020-2021            | Everton              | PL                   | 23         | 6          | FACup+CdL       | 2+1             | 0               | -                  | -                  | -                  | -           | -           | -           | 26     | 6      |
| ott. 2021            | Al-Rayyan            | QSL                  | -          | -          | CQ              | 1               | 0               |                    | -                  | -                  | -           | -           | -           | 1      | 0      |
| 2021-2022            | Al-Rayyan            | QSL                  | 12         | 4          | CQ+CSQ          | 2+0             | 1+0             | ACL                | -                  | -                  | -           | -           | -           | 14     | 5      |
| set. 2022            | Al-Rayyan            | QSL                  | 1          | 0          | CQ+CSQ          | 0+0             | +0              |                    | -                  | -                  | -           | -           | -           | 1      | 0      |
| Totale Al Rayyan     | Totale Al Rayyan     | Totale Al Rayyan     | 13         | 4          |                 | 3               | 1               |                    | -                  | -                  |             | -           | -           | 16     | 5      |
| set. 2022-apr. 2023  | Olympiacos           | SL                   | 17+3       | 5+0        | CG              | 3               | 0               | UEL                | 0                  | 0                  | -           | -           | -           | 23     | 5      |
| lug.-dic. 2023       | San Paolo            | A                    | 12         | 1          | CB              | 0               | 0               | CS                 | 2                  | 0                  | -           | -           | -           | 22     | 1      |
| 2024                 | San Paolo            | A1/SP+A              | 4+2        | 1+0        | CB              | 0               | 0               | CL                 | 2                  | 0                  | -           | -           | -           | 8      | 1      |
| Totale Sao Paulo     | Totale Sao Paulo     | Totale Sao Paulo     | 4+14       | 1+1        |                 | 0               | 0               |                    | 4                  | 0                  |             | -           | -           | 30     | 2      |
| 2024-gen. 2025       | Rayo Vallecano       | PD                   | 6          | 0          | CR              | 1               | 0               | -                  | -                  | -                  | -           | -           | -           | 7      | 0      |
| gen.-giu. 2025       | León                 | PD                   | 17         | 2          | -               | -               | -               | -                  | -                  | -                  | -           | -           | -           | 17     | 2      |
| 2025-2026            | León                 | PD                   | 3          | 1          | -               | -               | -               | -                  | -                  | -                  | LC          | 1           | 0           | 4      | 1      |
| Totale Leon          | Totale Leon          | Totale Leon          | 20         | 3          |                 | -               | -               |                    | -                  | -                  |             | 1           | 0           | 21     | 3      |
| Totale carriera      | Totale carriera      | Totale carriera      | 395        | 110        |                 | 50              | 11              |                    | 76                 | 11                 |             | 9           | 1           | 535    | 133    |

### Cronologia presenze e reti in nazionale
| Cronologia completa delle presenze e delle reti in nazionale ― Colombia | Cronologia completa delle presenze e delle reti in nazionale ― Colombia | Cronologia completa delle presenze e delle reti in nazionale ― Colombia | Cronologia completa delle presenze e delle reti in nazionale ― Colombia | Cronologia completa delle presenze e delle reti in nazionale ― Colombia | Cronologia completa delle presenze e delle reti in nazionale ― Colombia | Cronologia completa delle presenze e delle reti in nazionale ― Colombia | Cronologia completa delle presenze e delle reti in nazionale ― Colombia |
| Data                                                                    | Città                                                                   | In casa                                                                 | Risultato                                                               | Ospiti                                                                  | Competizione                                                            | Reti                                                                    | Note                                                                    |
| ----------------------------------------------------------------------- | ----------------------------------------------------------------------- | ----------------------------------------------------------------------- | ----------------------------------------------------------------------- | ----------------------------------------------------------------------- | ----------------------------------------------------------------------- | ----------------------------------------------------------------------- | ----------------------------------------------------------------------- |
| 11-10-2011                                                              | La Paz                                                                  | Bolivia                                                                 | 1 – 2                                                                   | Colombia                                                                | Qual. Mondiali 2014                                                     | -                                                                       |                                                                         |
| 11-11-2011                                                              | Barranquilla                                                            | Colombia                                                                | 1 – 1                                                                   | Venezuela                                                               | Qual. Mondiali 2014                                                     | -                                                                       | 90+1’                                                                   |
| 15-11-2011                                                              | Barranquilla                                                            | Colombia                                                                | 1 – 2                                                                   | Argentina                                                               | Qual. Mondiali 2014                                                     | -                                                                       |                                                                         |
| 29-2-2012                                                               | Miami Gardens                                                           | Messico                                                                 | 0 – 2                                                                   | Colombia                                                                | Amichevole                                                              | -                                                                       | 79’                                                                     |
| 3-6-2012                                                                | Lima                                                                    | Perù                                                                    | 0 – 1                                                                   | Colombia                                                                | Qual. Mondiali 2014                                                     | 1                                                                       | 90+1’                                                                   |
| 10-6-2012                                                               | Quito                                                                   | Ecuador                                                                 | 1 – 0                                                                   | Colombia                                                                | Qual. Mondiali 2014                                                     | -                                                                       |                                                                         |
| 7-9-2012                                                                | Barranquilla                                                            | Colombia                                                                | 4 – 0                                                                   | Uruguay                                                                 | Qual. Mondiali 2014                                                     | -                                                                       | 83’                                                                     |
| 11-9-2012                                                               | Santiago del Cile                                                       | Cile                                                                    | 1 – 3                                                                   | Colombia                                                                | Qual. Mondiali 2014                                                     | 1                                                                       | 75’                                                                     |
| 12-10-2012                                                              | Barranquilla                                                            | Colombia                                                                | 2 – 0                                                                   | Paraguay                                                                | Qual. Mondiali 2014                                                     | -                                                                       |                                                                         |
| 14-11-2012                                                              | East Rutherford                                                         | Brasile                                                                 | 1 – 1                                                                   | Colombia                                                                | Amichevole                                                              | -                                                                       |                                                                         |
| 22-3-2013                                                               | Barranquilla                                                            | Colombia                                                                | 5 – 0                                                                   | Bolivia                                                                 | Qual. Mondiali 2014                                                     | -                                                                       | 83’                                                                     |
| 26-3-2013                                                               | Puerto Ordaz                                                            | Venezuela                                                               | 1 – 0                                                                   | Colombia                                                                | Qual. Mondiali 2014                                                     | -                                                                       |                                                                         |
| 7-6-2013                                                                | Buenos Aires                                                            | Argentina                                                               | 0 – 0                                                                   | Colombia                                                                | Qual. Mondiali 2014                                                     | -                                                                       | 34’                                                                     |
| 14-8-2013                                                               | Barcellona                                                              | Colombia                                                                | 1 – 0                                                                   | Serbia                                                                  | Amichevole                                                              | -                                                                       | 59’                                                                     |
| 6-9-2013                                                                | Barranquilla                                                            | Colombia                                                                | 1 – 0                                                                   | Ecuador                                                                 | Qual. Mondiali 2014                                                     | 1                                                                       |                                                                         |
| 10-9-2013                                                               | Montevideo                                                              | Uruguay                                                                 | 2 – 0                                                                   | Colombia                                                                | Qual. Mondiali 2014                                                     | -                                                                       | 86’                                                                     |
| 11-10-2013                                                              | Barranquilla                                                            | Colombia                                                                | 3 – 3                                                                   | Cile                                                                    | Qual. Mondiali 2014                                                     | -                                                                       |                                                                         |
| 15-10-2013                                                              | Asunción                                                                | Paraguay                                                                | 1 – 2                                                                   | Colombia                                                                | Qual. Mondiali 2014                                                     | -                                                                       | 89’                                                                     |
| 14-11-2013                                                              | Bruxelles                                                               | Belgio                                                                  | 0 – 2                                                                   | Colombia                                                                | Amichevole                                                              | -                                                                       | 79’                                                                     |
| 19-11-2013                                                              | Amsterdam                                                               | Paesi Bassi                                                             | 0 – 0                                                                   | Colombia                                                                | Amichevole                                                              | -                                                                       |                                                                         |
| 5-3-2014                                                                | Cornellà de Llobregat                                                   | Colombia                                                                | 1 – 1                                                                   | Tunisia                                                                 | Amichevole                                                              | 1                                                                       | 85’                                                                     |
| 6-6-2014                                                                | Buenos Aires                                                            | Colombia                                                                | 3 – 0                                                                   | Giordania                                                               | Amichevole                                                              | 1                                                                       | 46’                                                                     |
| 14-6-2014                                                               | Belo Horizonte                                                          | Colombia                                                                | 3 – 0                                                                   | Grecia                                                                  | Mondiali 2014 - 1º turno                                                | 1                                                                       |                                                                         |
| 19-6-2014                                                               | Brasilia                                                                | Colombia                                                                | 2 – 1                                                                   | Costa d'Avorio                                                          | Mondiali 2014 - 1º turno                                                | 1                                                                       |                                                                         |
| 24-6-2014                                                               | Cuiabá                                                                  | Giappone                                                                | 1 – 4                                                                   | Colombia                                                                | Mondiali 2014 - 1º turno                                                | 1                                                                       | 46’                                                                     |
| 28-6-2014                                                               | Rio de Janeiro                                                          | Colombia                                                                | 2 – 0                                                                   | Uruguay                                                                 | Mondiali 2014 - Ottavi di finale                                        | 2                                                                       | 85’                                                                     |
| 4-7-2014                                                                | Fortaleza                                                               | Brasile                                                                 | 2 – 1                                                                   | Colombia                                                                | Mondiali 2014 - Quarti di finale                                        | 1                                                                       | 67’                                                                     |
| 5-9-2014                                                                | Miami Gardens                                                           | Brasile                                                                 | 1 – 0                                                                   | Colombia                                                                | Amichevole                                                              | -                                                                       | 77’                                                                     |
| 10-10-2014                                                              | New Jersey                                                              | Colombia                                                                | 3 – 0                                                                   | El Salvador                                                             | Amichevole                                                              | -                                                                       | 71’ - 82’                                                               |
| 14-10-2014                                                              | New Jersey                                                              | Canada                                                                  | 0 – 1                                                                   | Colombia                                                                | Amichevole                                                              | 1                                                                       | 82’                                                                     |
| 14-11-2014                                                              | Londra                                                                  | Stati Uniti                                                             | 1 – 2                                                                   | Colombia                                                                | Amichevole                                                              | -                                                                       | 35’                                                                     |
| 18-11-2014                                                              | Lubiana                                                                 | Slovenia                                                                | 0 – 1                                                                   | Colombia                                                                | Amichevole                                                              | -                                                                       | 73’                                                                     |
| 6-6-2015                                                                | Buenos Aires                                                            | Colombia                                                                | 1 – 0                                                                   | Costa Rica                                                              | Amichevole                                                              | -                                                                       |                                                                         |
| 14-6-2015                                                               | Rancagua                                                                | Colombia                                                                | 0 – 1                                                                   | Venezuela                                                               | Coppa America 2015 - 1º turno                                           | -                                                                       | 86’                                                                     |
| 17-6-2015                                                               | Santiago del Cile                                                       | Brasile                                                                 | 0 – 1                                                                   | Colombia                                                                | Coppa America 2015 - 1º turno                                           | -                                                                       |                                                                         |
| 21-6-2015                                                               | Temuco                                                                  | Colombia                                                                | 0 – 0                                                                   | Perù                                                                    | Coppa America 2015 - 1º turno                                           | -                                                                       |                                                                         |
| 26-6-2015                                                               | Viña del Mar                                                            | Argentina                                                               | 0 – 0 (5 – 4 dtr)                                                       | Colombia                                                                | Coppa America 2015 - Quarti di finale                                   | -                                                                       | cap. - 12’                                                              |
| 8-9-2015                                                                | Harrison                                                                | Colombia                                                                | 1 – 1                                                                   | Perù                                                                    | Amichevole                                                              | -                                                                       | cap. - 59’                                                              |
| 12-11-2015                                                              | Santiago del Cile                                                       | Cile                                                                    | 1 – 1                                                                   | Colombia                                                                | Qual. Mondiali 2018                                                     | 1                                                                       | cap.                                                                    |
| 17-11-2015                                                              | Barranquilla                                                            | Colombia                                                                | 0 – 1                                                                   | Argentina                                                               | Qual. Mondiali 2018                                                     | -                                                                       | cap.                                                                    |
| 24-3-2016                                                               | La Paz                                                                  | Bolivia                                                                 | 2 – 3                                                                   | Colombia                                                                | Qual. Mondiali 2018                                                     | 1                                                                       | cap.                                                                    |
| 29-3-2016                                                               | Barranquilla                                                            | Colombia                                                                | 3 – 1                                                                   | Ecuador                                                                 | Qual. Mondiali 2018                                                     | -                                                                       | cap.                                                                    |
| 3-6-2016                                                                | Santa Clara                                                             | Stati Uniti                                                             | 0 – 2                                                                   | Colombia                                                                | Coppa America Centenario - 1º turno                                     | 1                                                                       | cap. - 72’                                                              |
| 7-6-2016                                                                | Pasadena                                                                | Colombia                                                                | 2 – 1                                                                   | Paraguay                                                                | Coppa America Centenario - 1º turno                                     | 1                                                                       | cap.                                                                    |
| 11-6-2016                                                               | Houston                                                                 | Colombia                                                                | 2 – 3                                                                   | Costa Rica                                                              | Coppa America Centenario - 1º turn                                      | -                                                                       | 46’                                                                     |
| 17-6-2016                                                               | East Rutherford                                                         | Perù                                                                    | 0 – 0 (2 – 4 dtr)                                                       | Colombia                                                                | Coppa America Centenario - Quarti di finale                             | -                                                                       | cap.                                                                    |
| 22-6-2016                                                               | Chicago                                                                 | Colombia                                                                | 0 – 2                                                                   | Cile                                                                    | Coppa America Centenario - Semifinale                                   | -                                                                       | cap. - 90’                                                              |
| 25-6-2016                                                               | Glendale                                                                | Stati Uniti                                                             | 0 – 1                                                                   | Colombia                                                                | Coppa America Centenario - Finale 3º posto                              | -                                                                       | cap.                                                                    |
| 1-9-2016                                                                | Barranquilla                                                            | Colombia                                                                | 2 – 0                                                                   | Venezuela                                                               | Qual. Mondiali 2018                                                     | 1                                                                       | cap.                                                                    |
| 6-9-2016                                                                | Manaus                                                                  | Brasile                                                                 | 2 – 1                                                                   | Colombia                                                                | Qual. Mondiali 2018                                                     | -                                                                       | cap.                                                                    |
| 10-11-2016                                                              | Barranquilla                                                            | Colombia                                                                | 0 – 0                                                                   | Cile                                                                    | Qual. Mondiali 2018                                                     | -                                                                       | cap.                                                                    |
| 15-11-2016                                                              | San Juan                                                                | Argentina                                                               | 3 – 0                                                                   | Colombia                                                                | Qual. Mondiali 2018                                                     | -                                                                       | cap. - 29’                                                              |
| 23-3-2017                                                               | Barranquilla                                                            | Colombia                                                                | 1 – 0                                                                   | Bolivia                                                                 | Qual. Mondiali 2018                                                     | 1                                                                       | cap.                                                                    |
| 28-3-2017                                                               | Quito                                                                   | Ecuador                                                                 | 0 – 2                                                                   | Colombia                                                                | Qual. Mondiali 2018                                                     | 1                                                                       | cap.                                                                    |
| 7-6-2017                                                                | Murcia                                                                  | Spagna                                                                  | 2 – 2                                                                   | Colombia                                                                | Amichevole                                                              | -                                                                       | cap. - 80’                                                              |
| 13-6-2017                                                               | Getafe                                                                  | Camerun                                                                 | 0 – 4                                                                   | Colombia                                                                | Amichevole                                                              | 1                                                                       | cap.                                                                    |
| 5-9-2017                                                                | Barranquilla                                                            | Colombia                                                                | 1 – 1                                                                   | Brasile                                                                 | Qual. Mondiali 2018                                                     | -                                                                       | cap.                                                                    |
| 5-10-2017                                                               | Barranquilla                                                            | Colombia                                                                | 1 – 2                                                                   | Paraguay                                                                | Qual. Mondiali 2018                                                     | -                                                                       |                                                                         |
| 10-10-2017                                                              | Lima                                                                    | Perù                                                                    | 1 – 1                                                                   | Colombia                                                                | Qual. Mondiali 2018                                                     | 1                                                                       |                                                                         |
| 10-11-2017                                                              | Suwon                                                                   | Corea del Sud                                                           | 2 – 1                                                                   | Colombia                                                                | Amichevole                                                              | -                                                                       |                                                                         |
| 23-3-2018                                                               | Saint-Denis                                                             | Francia                                                                 | 2 – 3                                                                   | Colombia                                                                | Amichevole                                                              | -                                                                       | 83’                                                                     |
| 27-3-2018                                                               | Londra                                                                  | Colombia                                                                | 0 – 0                                                                   | Australia                                                               | Amichevole                                                              | -                                                                       | 83’                                                                     |
| 1-6-2018                                                                | Bergamo                                                                 | Egitto                                                                  | 0 – 0                                                                   | Colombia                                                                | Amichevole                                                              | -                                                                       |                                                                         |
| 19-6-2018                                                               | Saransk                                                                 | Colombia                                                                | 1 – 2                                                                   | Giappone                                                                | Mondiali 2018 - 1º turno                                                | -                                                                       | 59’, 86’                                                                |
| 24-6-2018                                                               | Kazan'                                                                  | Polonia                                                                 | 0 – 3                                                                   | Colombia                                                                | Mondiali 2018 - 1º turno                                                | -                                                                       |                                                                         |
| 28-6-2018                                                               | Samara                                                                  | Senegal                                                                 | 0 – 1                                                                   | Colombia                                                                | Mondiali 2018 - 1º turno                                                | -                                                                       | 30’                                                                     |
| 12-10-2018                                                              | Tampa                                                                   | Stati Uniti                                                             | 2 – 4                                                                   | Colombia                                                                | Amichevole                                                              | 1                                                                       | 82’                                                                     |
| 17-10-2018                                                              | Harrison                                                                | Colombia                                                                | 3 – 1                                                                   | Costa Rica                                                              | Amichevole                                                              | -                                                                       | 88’                                                                     |
| 22-3-2019                                                               | Yokohama                                                                | Giappone                                                                | 0 – 1                                                                   | Colombia                                                                | Amichevole                                                              | -                                                                       | 87’                                                                     |
| 26-3-2019                                                               | Seul                                                                    | Corea del Sud                                                           | 2 – 1                                                                   | Colombia                                                                | Amichevole                                                              | -                                                                       | 46’                                                                     |
| 4-6-2019                                                                | Bogotà                                                                  | Colombia                                                                | 3 – 0                                                                   | Panama                                                                  | Amichevole                                                              | -                                                                       | 65’                                                                     |
| 9-6-2019                                                                | Lima                                                                    | Perù                                                                    | 0 – 3                                                                   | Colombia                                                                | Amichevole                                                              | -                                                                       | 74’                                                                     |
| 15-6-2019                                                               | Salvador de Bahia                                                       | Argentina                                                               | 0 – 2                                                                   | Colombia                                                                | Coppa America 2019 - 1º turno                                           | -                                                                       |                                                                         |
| 19-6-2019                                                               | San Paolo                                                               | Colombia                                                                | 1 – 0                                                                   | Qatar                                                                   | Coppa America 2019 - 1º turno                                           | -                                                                       | cap.                                                                    |
| 23-6-2019                                                               | Salvador de Bahia                                                       | Colombia                                                                | 1 – 0                                                                   | Paraguay                                                                | Coppa America 2019 - 1º turno                                           | -                                                                       | 58’                                                                     |
| 29-6-2019                                                               | San Paolo                                                               | Colombia                                                                | 0 – 0 (4 – 5 dtr)                                                       | Cile                                                                    | Coppa America 2019 - Quarti di finale                                   | -                                                                       | 89’                                                                     |
| 9-10-2020                                                               | Barranquilla                                                            | Colombia                                                                | 3 – 0                                                                   | Venezuela                                                               | Qual. Mondiali 2022                                                     | -                                                                       | 77’                                                                     |
| 13-10-2020                                                              | Santiago del Cile                                                       | Cile                                                                    | 2 – 2                                                                   | Colombia                                                                | Qual. Mondiali 2022                                                     | -                                                                       | 45’                                                                     |
| 13-11-2020                                                              | Barranquilla                                                            | Colombia                                                                | 0 – 3                                                                   | Uruguay                                                                 | Qual. Mondiali 2022                                                     | -                                                                       |                                                                         |
| 17-11-2020                                                              | Quito                                                                   | Ecuador                                                                 | 6 – 1                                                                   | Colombia                                                                | Qual. Mondiali 2022                                                     | 1                                                                       |                                                                         |
| 11-11-2021                                                              | San Paolo                                                               | Brasile                                                                 | 1 – 0                                                                   | Colombia                                                                | Qual. Mondiali 2022                                                     | -                                                                       | 78’                                                                     |
| 16-11-2021                                                              | Barranquilla                                                            | Colombia                                                                | 0 – 0                                                                   | Paraguay                                                                | Qual. Mondiali 2022                                                     | -                                                                       | 80’                                                                     |
| 28-1-2022                                                               | Barranquilla                                                            | Colombia                                                                | 0 – 1                                                                   | Perù                                                                    | Qual. Mondiali 2022                                                     | -                                                                       |                                                                         |
| 1-2-2022                                                                | Córdoba                                                                 | Argentina                                                               | 1 – 0                                                                   | Colombia                                                                | Qual. Mondiali 2022                                                     | -                                                                       | 57’                                                                     |
| 24-3-2022                                                               | Barranquilla                                                            | Colombia                                                                | 3 – 0                                                                   | Bolivia                                                                 | Qual. Mondiali 2022                                                     | -                                                                       | 74’                                                                     |
| 29-3-2022                                                               | Ciudad Guayana                                                          | Venezuela                                                               | 0 – 1                                                                   | Colombia                                                                | Qual. Mondiali 2022                                                     | 1                                                                       | 64’                                                                     |
| 25-9-2022                                                               | Harrison                                                                | Colombia                                                                | 4 – 1                                                                   | Guatemala                                                               | Amichevole                                                              | 1                                                                       | 64’                                                                     |
| 28-9-2022                                                               | Santa Clara                                                             | Messico                                                                 | 2 – 3                                                                   | Colombia                                                                | Amichevole                                                              | -                                                                       | 46’                                                                     |
| 20-11-2022                                                              | Fort Lauderdale                                                         | Colombia                                                                | 2 – 0                                                                   | Paraguay                                                                | Amichevole                                                              | -                                                                       | 63’                                                                     |
| 24-3-2023                                                               | Ulsan                                                                   | Corea del Sud                                                           | 2 – 2                                                                   | Colombia                                                                | Amichevole                                                              | 1                                                                       | cap. 70’                                                                |
| 7-9-2023                                                                | Barranquilla                                                            | Colombia                                                                | 1 – 0                                                                   | Venezuela                                                               | Qual. Mondiali 2026                                                     | -                                                                       | 75’                                                                     |
| 12-9-2023                                                               | Santiago del Cile                                                       | Cile                                                                    | 0 – 0                                                                   | Colombia                                                                | Qual. Mondiali 2026                                                     | -                                                                       | 58’                                                                     |
| 12-10-2023                                                              | Barranquilla                                                            | Colombia                                                                | 2 – 2                                                                   | Uruguay                                                                 | Qual. Mondiali 2026                                                     | 1                                                                       | cap. 81’                                                                |
| 17-10-2023                                                              | Quito                                                                   | Ecuador                                                                 | 0 – 0                                                                   | Colombia                                                                | Qual. Mondiali 2026                                                     | -                                                                       | cap.                                                                    |
| 16-11-2023                                                              | Barranquilla                                                            | Colombia                                                                | 2 – 1                                                                   | Brasile                                                                 | Qual. Mondiali 2026                                                     | -                                                                       | cap.                                                                    |
| 21-11-2023                                                              | Asunción                                                                | Paraguay                                                                | 0 – 1                                                                   | Colombia                                                                | Qual. Mondiali 2026                                                     | -                                                                       | cap. 74’                                                                |
| 22-3-2024                                                               | Londra                                                                  | Spagna                                                                  | 0 – 1                                                                   | Colombia                                                                | Amichevole                                                              | -                                                                       | 46’                                                                     |
| 26-3-2024                                                               | Madrid                                                                  | Colombia                                                                | 3 – 2                                                                   | Romania                                                                 | Amichevole                                                              | -                                                                       | cap. 73’                                                                |
| 8-6-2024                                                                | Landover                                                                | Stati Uniti                                                             | 1 – 5                                                                   | Colombia                                                                | Amichevole                                                              | -                                                                       | cap. 71’                                                                |
| 15-6-2024                                                               | East Hartford                                                           | Colombia                                                                | 3 – 0                                                                   | Bolivia                                                                 | Amichevole                                                              | -                                                                       | cap. 84’                                                                |
| 24-6-2024                                                               | Houston                                                                 | Colombia                                                                | 2 – 1                                                                   | Paraguay                                                                | Coppa America 2024 - 1º turno                                           | -                                                                       | cap. 90+1’                                                              |
| 28-6-2024                                                               | Glendale                                                                | Colombia                                                                | 3 – 0                                                                   | Costa Rica                                                              | Coppa America 2024 - 1º turno                                           | -                                                                       | cap. 71’                                                                |
| 2-7-2024                                                                | Santa Clara                                                             | Brasile                                                                 | 1 – 1                                                                   | Colombia                                                                | Coppa America 2024 - 1º turno                                           | -                                                                       | cap. 81’                                                                |
| 6-7-2024                                                                | Glendale                                                                | Colombia                                                                | 5 – 0                                                                   | Panama                                                                  | Coppa America 2024 - Quarti di finale                                   | 1                                                                       | cap. 72’                                                                |
| 10-7-2024                                                               | Charlotte                                                               | Uruguay                                                                 | 0 – 1                                                                   | Colombia                                                                | Coppa America 2024 - Semifinale                                         | -                                                                       | cap. 55’ 62’                                                            |
| 14-7-2024                                                               | Miami Gardens                                                           | Argentina                                                               | 1 – 0 dts                                                               | Colombia                                                                | Coppa America 2024 - Finale                                             | -                                                                       | Cap. 90’                                                                |
| 7-9-2024                                                                | Lima                                                                    | Perù                                                                    | 1 – 1                                                                   | Colombia                                                                | Qual. Mondiali 2026                                                     | -                                                                       | 46’                                                                     |
| 10-9-2024                                                               | Barranquilla                                                            | Colombia                                                                | 2 – 1                                                                   | Argentina                                                               | Qual. Mondiali 2026                                                     | 1                                                                       | cap. 90+3’                                                              |
| 10-10-2024                                                              | El Alto                                                                 | Bolivia                                                                 | 1 – 0                                                                   | Colombia                                                                | Qual. Mondiali 2026                                                     | -                                                                       | cap.                                                                    |
| 15-10-2024                                                              | Barranquilla                                                            | Colombia                                                                | 4 – 0                                                                   | Cile                                                                    | Qual. Mondiali 2026                                                     | -                                                                       | cap. 86’                                                                |
| 15-11-2024                                                              | Montevideo                                                              | Uruguay                                                                 | 3 – 2                                                                   | Colombia                                                                | Qual. Mondiali 2026                                                     | -                                                                       | 72’                                                                     |
| 19-11-2024                                                              | Barranquilla                                                            | Colombia                                                                | 0 – 0                                                                   | Ecuador                                                                 | Qual. Mondiali 2026                                                     | -                                                                       | cap.                                                                    |
| 20-3-2025                                                               | Brasilia                                                                | Brasile                                                                 | 2 – 1                                                                   | Colombia                                                                | Qual. Mondiali 2026                                                     | -                                                                       | cap. 90+6’                                                              |
| 25-3-2025                                                               | Barranquilla                                                            | Colombia                                                                | 2 – 2                                                                   | Paraguay                                                                | Qual. Mondiali 2026                                                     | -                                                                       | cap. 62’                                                                |
| 6-6-2025                                                                | Barranquilla                                                            | Colombia                                                                | 0 – 0                                                                   | Perù                                                                    | Qual. Mondiali 2026                                                     | -                                                                       | cap.                                                                    |
| 10-6-2025                                                               | Buenos Aires                                                            | Argentina                                                               | 1 – 1                                                                   | Colombia                                                                | Qual. Mondiali 2026                                                     | -                                                                       | Cap. 73’                                                                |
| Totale                                                                  |                                                                         | Presenze (2º posto)                                                     | 116                                                                     |                                                                         | Reti (2º posto)                                                         | 29                                                                      |                                                                         |

## Palmarès

### Club

#### Competizioni nazionali
- Categoría Primera B: 1

Envigado: 2007
- Campionato argentino: 1

Banfield: Apertura 2009
- Supercoppa di Portogallo: 3

Porto: 2010, 2011, 2012
- Campionato portoghese: 3

Porto: 2010-2011, 2011-2012, 2012-2013
- Coppa del Portogallo: 1

Porto: 2010-2011
- Campionato spagnolo: 2

Real Madrid: 2016-2017, 2019-2020
- Supercoppa di Spagna: 1

Real Madrid: 2019
- Campionato tedesco: 2

Bayern Monaco: 2017-2018, 2018-2019
- Supercoppa di Germania: 2

Bayern Monaco: 2017, 2018
- Coppa di Germania: 1

Bayern Monaco: 2018-2019
- Coppa del Brasile: 1

São Paulo: 2023

#### Competizioni internazionali
- UEFA Europa League: 1

Porto: 2010-2011
- UEFA Champions League: 2

Real Madrid: 2015-2016, 2016-2017
- Supercoppa UEFA: 2

Real Madrid: 2014, 2016
- Coppa del mondo per club: 2

Real Madrid: 2014, 2016

### Nazionale
- Torneo di Tolone: 1

2011

### Individuale
- Miglior giocatore del Torneo di Tolone: 1

2011
- Trophées UNFP du football: 1

Squadra ideale della Ligue 1: 2014
- Scarpa d'oro del campionato mondiale: 1

Brasile 2014 (6 gol)
- All-Star Team del campionato mondiale: 1

Brasile 2014
- Globe Soccer Awards: 1

Miglior calciatore rivelazione dell'anno: 2014
- FIFA Puskás Award: 1

2014
- Squadra ideale della Liga: 1

2014-2015
- Squadra dell'anno UEFA: 1

2015
- Miglior giocatore della Copa América: 1

Stati Uniti 2024
- Squadra ideale della Copa América: 1

Stati Uniti 2024